# Comtat de Butte (Califòrnia)
El Comtat de Butte és un comtat localitzat a la Vall Central de Califòrnia, al nord de la capital estatal, Sacramento. Segons el cens del 2000, el comtat tenia 203.171 habitants. La seu del comtat és Oroville (Califòrnia). El Comtat de Butte és la "Terra de la Riquesa i la Bellesa Natural".
El comtat de Butte està regat pel riu Feather (riu de les Plomes) i el riu Sacramento. Les rieres Bute Creek i Big Chico Creek són altres vies d'aigua perennes, ambdues tributàries del riu Sacramento. Al comtat hi ha les Cascades Feather, la sisena caiguda d'aigua més gran dels Estats Units. Al comtat hi ha la Universitat de Califòrnia, Chico i el Butte College.
Hi ha quatre grans hospitals i l'Estat de Califòrnia defineix el Comtat de Butte com dins de l'Àrea de Salut 1.

## Geografia

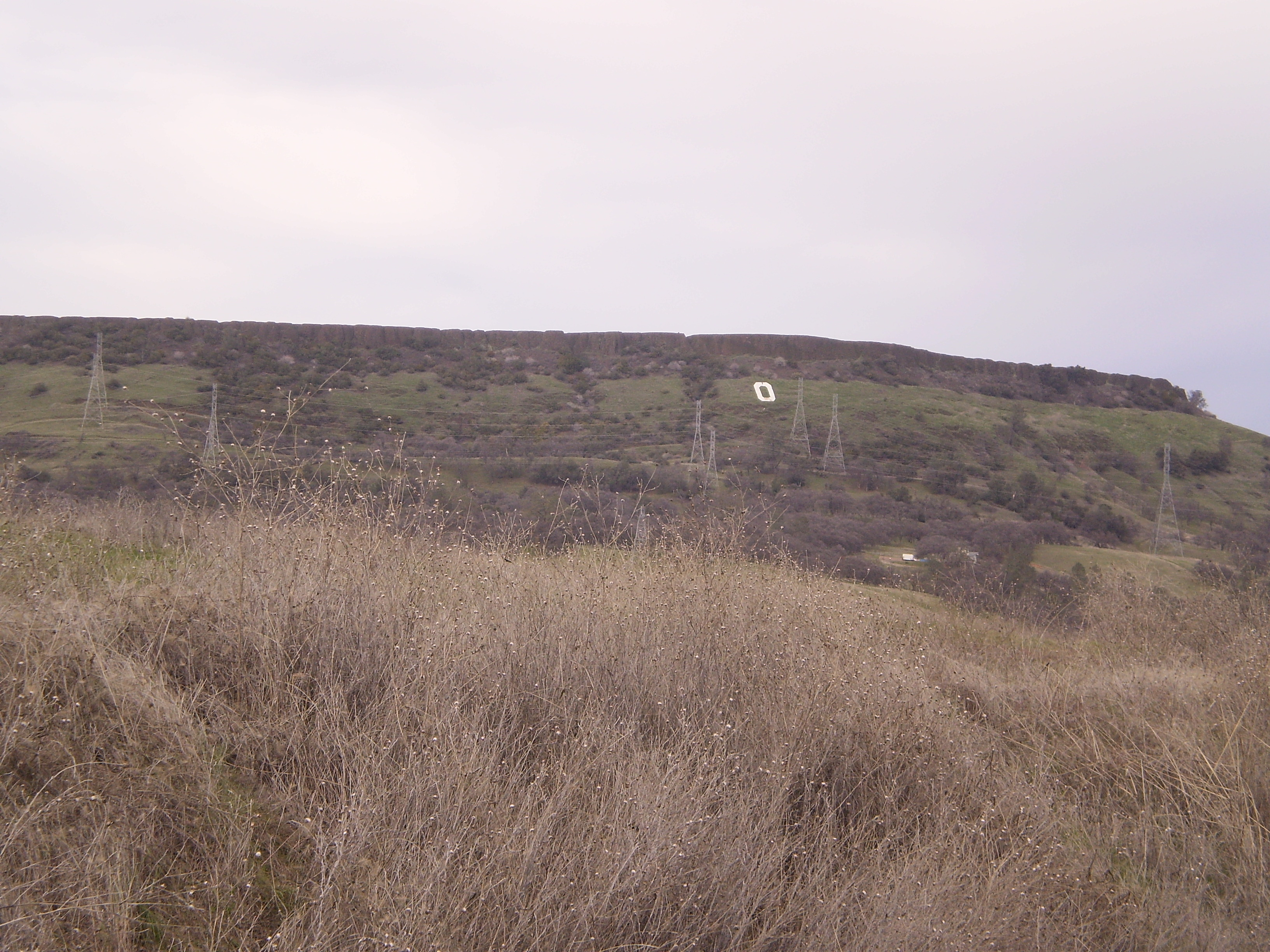
South Table Mountain a prop d'Oroville

Segons el cens del 2000, el comtat té una superfície de 4.343,7 km², dels que 97,4 km² (2,24%) són d'aigua.
El comtat és drenat pel riu Feather i la riera de Butte. Part de la frontera occidental del comtat està formada pel riu Sacramento. El comtat es troba al pendent occidental de Sierra Nevada. Els seus forts pendents fan que hi hagi una dotzena de plantes hidroelèctriques.

### Ciutats i viles

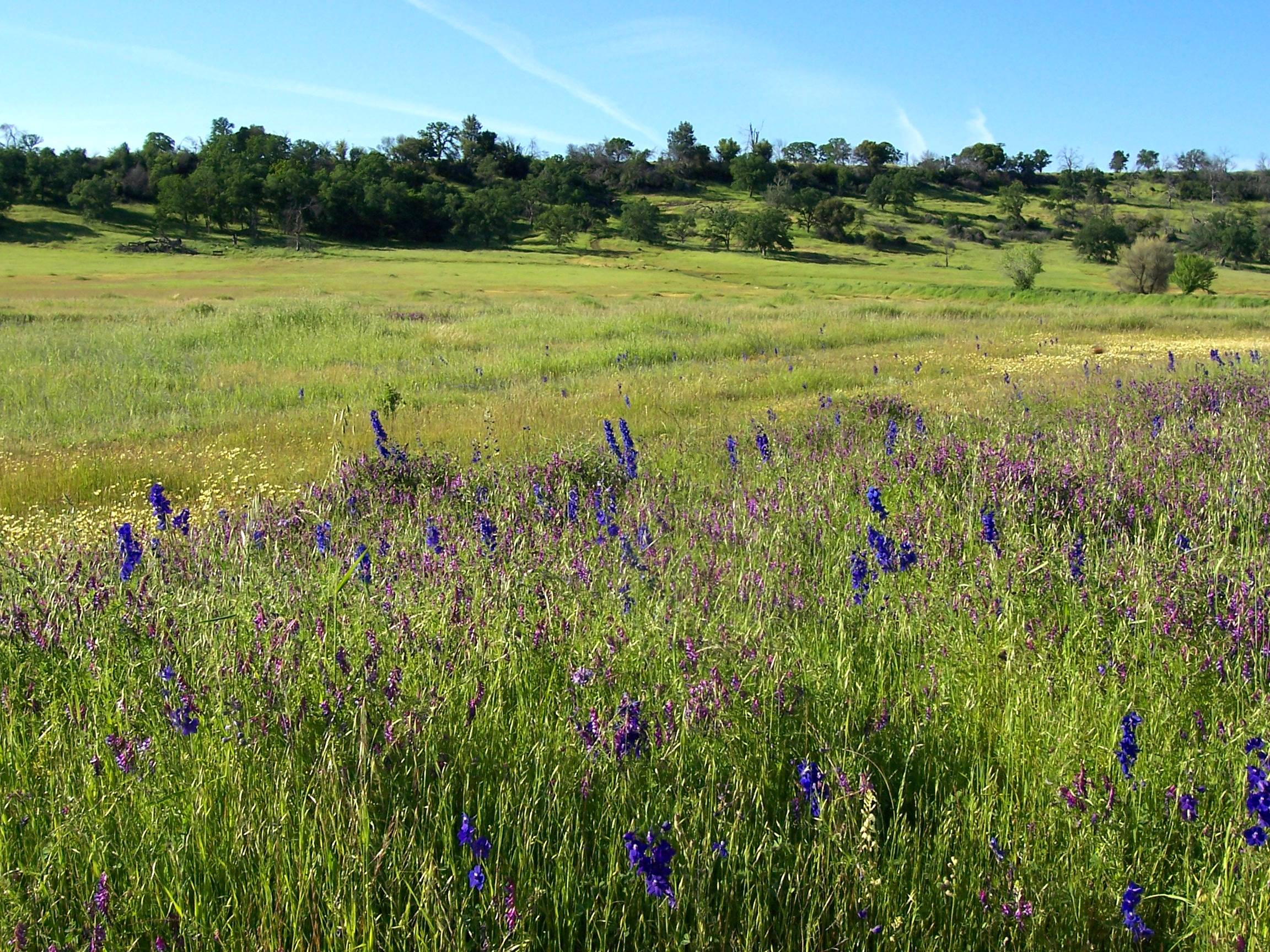
Al Comat de Butte hi ha el Park Bidwell, a Chico, un dels parcs municipals més grans dels Estats Units.

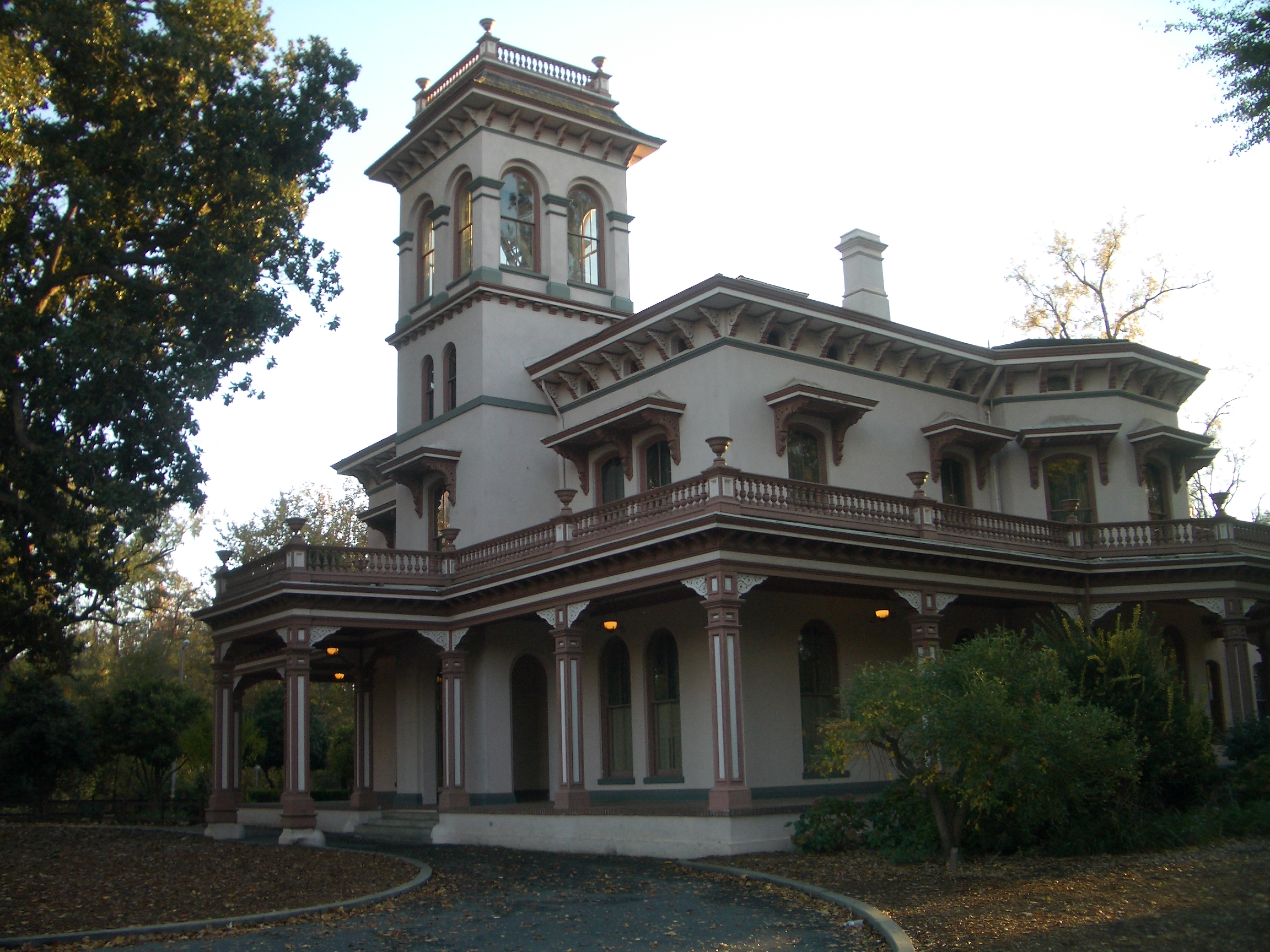
Foto de la Bidwell Mansion a Chico.

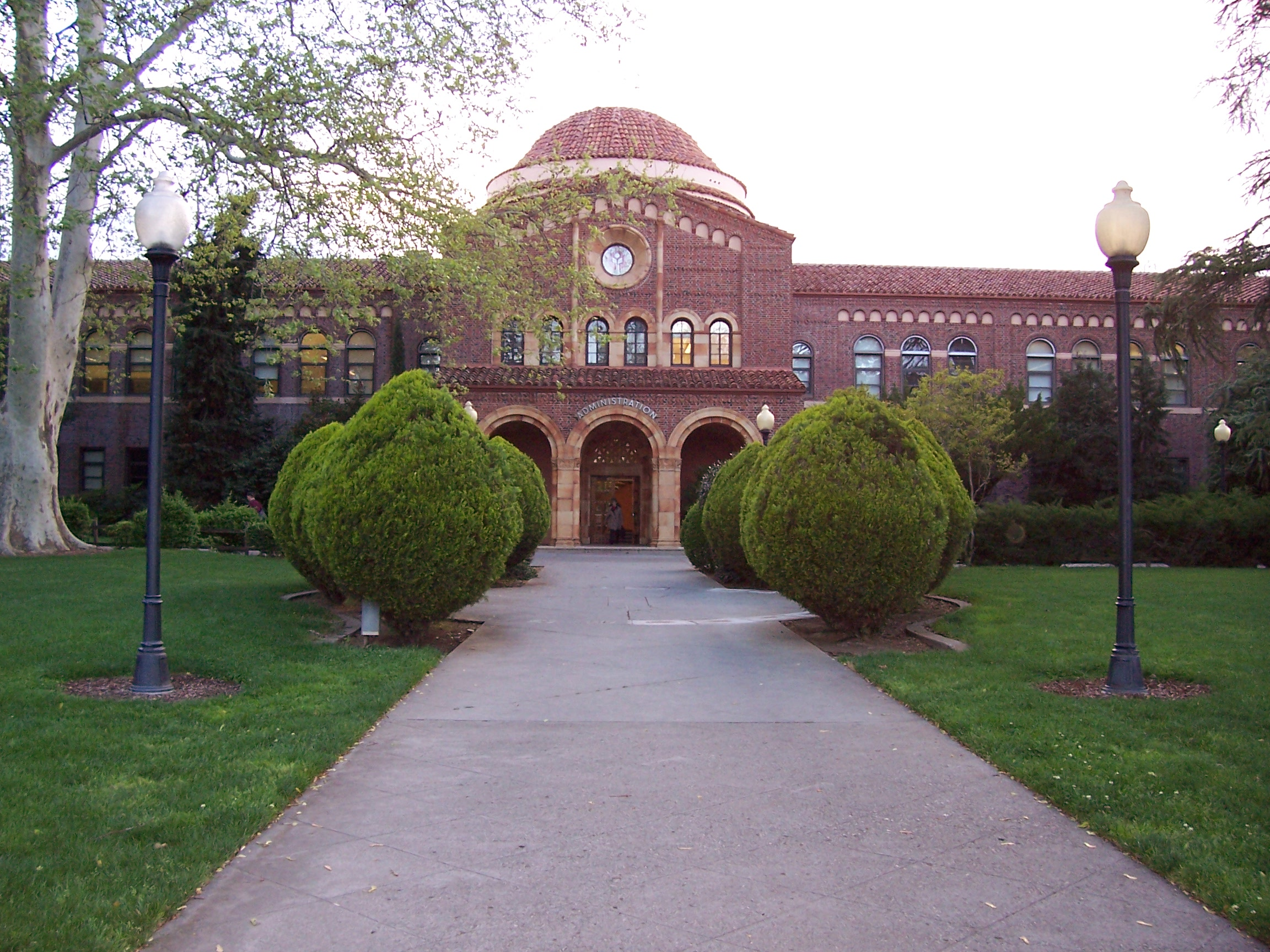
Kendall Hall, l'edifici de l'administració de la Chico State University, a Chico

- Biggs
- Chico
- Gridley
- Oroville
- Paradise

### Comunitats no incorporades
- Bangor.
- Cherokee.
- Cohasset.
- Concow.
- Durham.
- Forest Ranch.
- Magalia.
- Oroville East.
- Palermo.
- Richvale.
- South Oroville.
- Stirling City.
- Thermalito.
- Yankee Hill.

### Ciutats fantasma
- Hamilton. La seu original del Comtat de Butte. Avui només resta el cementiri.
- Bidwell's Bar, actualment a sota del Llac Oroville.
- Forks of Butte.

### Comtats adjacents
- Comtat de Yuba (Califòrnia): sud.
- Comtat de Sutter (Califòrnia): sud.
- Comtat de Colusa (Califòrnia): sud-oest.
- Comtat de Glenn (Califòrnia): oest.
- Comtat de Tehama (Califòrnia): nord.
- Comtat de Plumas (Califòrnia): est.

### Zones naturals protegides
- Butte Sink National Wildlife Refuge (part).
- Lassen National Forest (part).
- Plumas National Forest (part).
- Sacramento River National Wildlife Refuge (part).

## Infraestructures i transports

### Carreteres majors
- Ruta estatal de Califòrnia 32.
- Ruta estatal de Califòrnia 70.
- Ruta estatal de Califòrnia 99.

### Transports públics
La línia d'autobusos públics que opera al comtat és la Butte Regional Transit, que uneix Chico, Oroville, Paradise, Gridley i Biggs. Altres companyies de busos són Glenn Ride i Plumas Transit Systems (vers el comtat de Plumas). La companyia d'autobusos Greyhound Lines para a Chico.

### Aeroports
- Aeroport Municipal de Chico: vols comercials a San Francisco.
- Aeroport Municipal d'Oroville.
- Aeroport de Paradise.
- Aeroport de Ranchaero.
- Aeroport de Richvale.

## Demografia
Segons el cens del 2000, hi havia 203.171 habitants al comtat. Hi havia 79.566 llars i 49.410 famílies que hi residien. La densitat de la població era de 48 hab/km². Hi havia 85.523 unitats de cases. El 84,53% de la població eren blancs, l'1,39% eren negres; l'1,9%, amerindis; el 3,32% asiàtics, el 0,15% de gent del pacífic i el 4,82% eren d'altres procedències racials. El 10,50% eren d'origen llatí (o hispà); el 14,2% tenien origen alemany; l'11,1%, anglès; el 10,2%, irlandès; el 7,8% estatunidenc; i el 5,6% italià. El 87,9% parlen anglès com a primera llengua, el 7,8% castellà i l'1,4% hmong.

## Govern
Els ciutadans del comtat de Butte són representats per un govern conformat per cinc membres.

### Tribal
A Oroville (Califòrnia) hi ha la seu de la Berry Creek Rancheria of Tyme Maidu Indians of California. A Chico hi ha la seu de govern dels amerindis Mechoopda.

### Estat
Gran part del Comtat de Butte està situat al Tercer Districte de l'Assemblea de Califòrnia, i el sud-oest del comtat està al Segon Districte. Tot el comtat de Butte està al Quart districte del SEnat, que està representat per Doug LaMalfa al Senat Estatal de Califòrnia.
El 4 de novembre del 2008, el Comtat de Butte va votar favorablement (56,7%) la Proposició 8 perquè es prohibissin els matrimonis de les persones del mateix sexe a Califòrnia.

### Federal
La majoria dels ciutadans del Comtat de Butte són representats pel Segon districte del Congrés de Califòrnia (actualment el republicà, Wally Herger), mentre que la resta del comtat és representat pel Quart districte del Congrés de Califòrnia. Butte és un comtat en què guanya el Partit Republicà dels Estats Units.

## Institucions educatives
Al comtat hi ha 90 escoles públiques, segons el National Center for Educational Statistics. Al comtat hi ha 15 districtes escolars.
El comtat de Butte té els següents colleges i universitats:
- Butte College
- California State University, Chico.

## Biblioteques públiques
La Biblioteca del Comtat de Butte serveix els residents del comtat a sis seus: Biggs, Chico, Durham, Gridley, Oroville i Paradise. La seva missió és proveir a tots els seus ciutadans d'accés lliure a la cultura, la informació, les idees i la tecnologia.
El bibliobús proveeix de serveis bibliotecaris a les comunitats rurals i de la muntanya.

## Personatges notables
- Isaac Austin. Jugador de bàsquet professional.
- Frank Day. Artista amerindi.
- Doug LaMalfa. Senador de Califòrnia.
- Ward Walsh. Jugador de futbol americà.
- Walton J. Wood. Jurista i advocat.
- Robert H. Young. Soldat. Medalla d'Honor a la Guerra de Corea.

## Com a plató cinematogràfic
S'han filmat moltes pel·lícules al Comtat de Butte: Allò que el vent s'endugué, El bandoler Josey Wales, La gran prova, Magic Town, The Klansman, Ruby Ridge:An American Tragedy, Les aventures de Robin Hood i Under Wraps.